# MI7
MI7, аббревиатура от Military Intelligence, Section 7 (с англ. — «Военная разведка, Секция 7») — подразделение Директората военной разведки Великобритании, созданное во время Первой мировой войны, основной функцией которого была деятельность в сфере пропаганды и цензуры.

## История
В феврале 1915 года в Управлении специальной разведки было создано подразделение MO7, как подразделение, отвечающее в Военном министерстве за политику в отношении СМИ. MO7, в частности, выдало первое разрешение для военных корреспондентов на посещение Западного фронта в мае 1915 года. В январе 1916 года в рамках реорганизации Имперского Генерального штаба MO7 было реорганизовано в MI7. MI7 формально прекратило существование в мае 1940 года, когда его функции были переданы Министерству информации Великобритании.

## Организационная структура
MI7 включала ряд подразделений, обозначаемых буквами в скобках. Функциональное назначение этих подразделений было следующим:
- MI7 (а) — цензура;
- MI7 (b) — внешняя и внутренняя пропаганда, включая подготовку пресс-релизов по вопросам, связанным с армией;
- MI7 (с) — перевод и (с 1917) контроль над иностранными туристами;
- MI7 (d) — обзор иностранной прессы и пропаганды в ней (велась подразделением «b» до формирования подразделения «d» в конце 1916 года).

## В массовой культуре
Название MI7 неоднократно использовалось в художественной литературе и кино в качестве названия вымышленной спецслужбы, подобной MI5 и MI6, в то время как организация с подобной аббревиатурой действительно существовала.
Например, Джонни Инглиш — герой фильмов Р. Аткинсона «Агент Джонни Инглиш» и «Агент Джонни Инглиш: Перезагрузка», пародирующих сериал о Джеймсе Бонде, по сценарию является агентом MI7.
В комедии «Одноклассницы 2: Легенда о золоте Фриттона» один из персонажей, Келли Джонс, признаётся в том, что она работает на MI7.

## Недоразумения, связанные с MI7
Зачастую возникают недоразумения, связанные с тем, что некоторые люди считают MI7 реально действующей в настоящее время спецслужбой. Это связано, во-первых, с упоминанием MI7 в массовой культуре (см. выше), и во-вторых, некоторые источники в Интернете представляют MI7 как секретное подразделение правительства Великобритании по изучению оккультных и сверхъестественных явлений. Эти источники принадлежат конспирологическим кругам или онлайновым играм, в которых посторонний человек не всегда может различить вымысел.